# Língua limbum
Limbum é uma língua Grassfields de Camarões, com um pequeno número de falantes na Nigéria. É usada como língua comercial por alguns, mas é principalmente a língua materna do povo Wimbum, que vive na divisão Donga-Mantung da  Região Noroeste de Camarões, no alto do Anel Rodoviário.

## Falantes

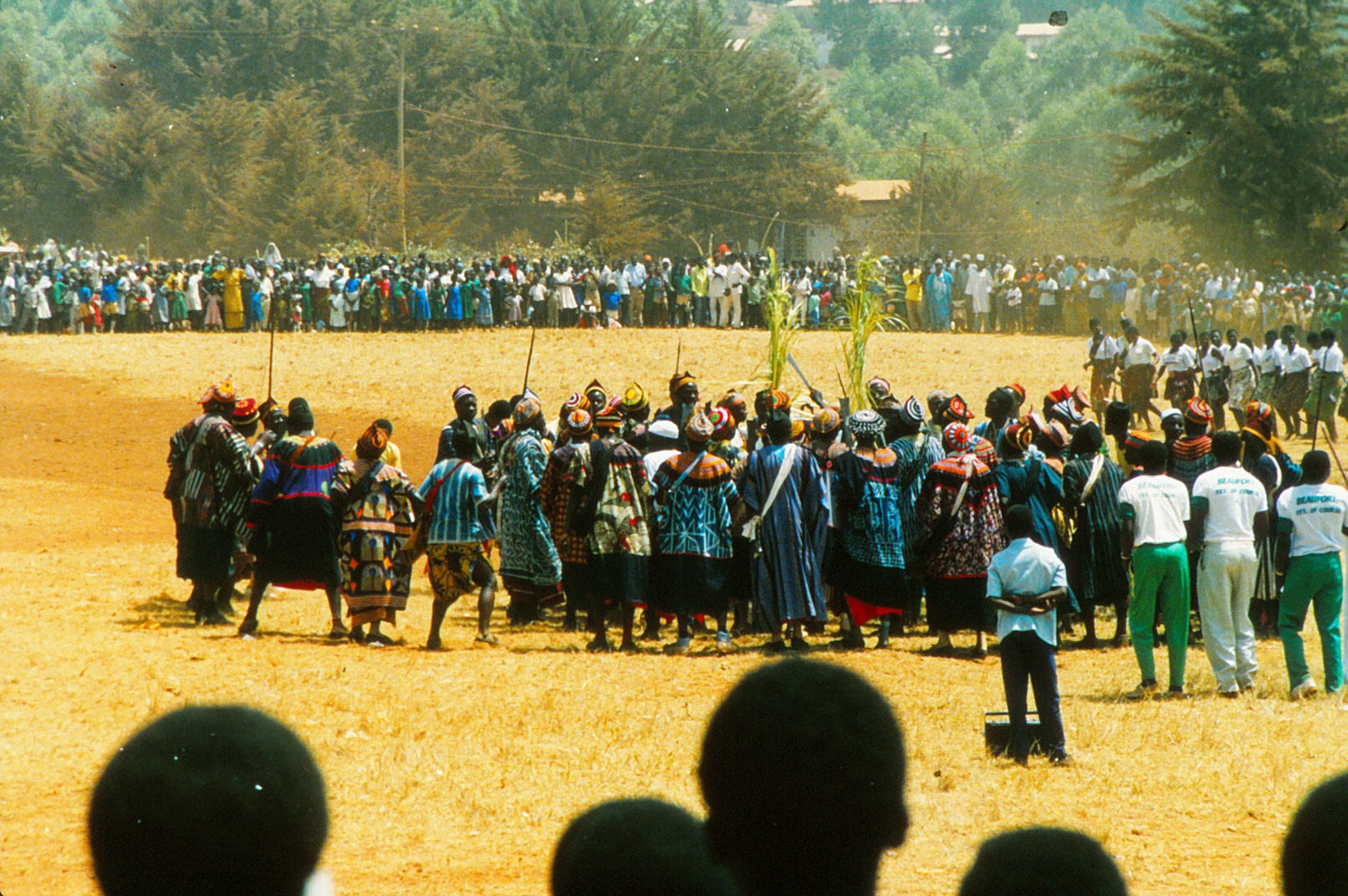
Dança tradicional dos Wimbum, por volta de 1990 na temporada da seca em Nkambe-town

Os Wimbum consistem em três clãs: o clã War com sede em Mbot, o clã Tang em Tallah e o clã Wiya em  Ndu, Camarões. Espalhadas pela área estão outras aldeias de Wimbum, cada uma associada a um dos três clãs. Cada aldeia tem um chefe, também conhecido como Fon  que é em grande parte autônomo, e abaixo dele subchefes ou quartéis-chefes. Os três clãs são geograficamente intercalados, compartilhando a língua. As pessoas vivem no planalto de Nkambe, um planalto gramado cortado por ravinas arborizadas, cerca de um quilômetro acima do nível do mar. e em áreas mais baixas e quente. Alguns realizam comércio, principalmente nas cidades de Nkambé e Ndu. Alguns trabalham para o governo, principalmente em Nkambé.
Alguns linguistas consideram Limbum como tendo três dialetos: um do norte, um do meio e um do sul. Os falantes de um dialeto geralmente podem entender os falantes de qualquer outro. Os três dialetos atravessam os três clãs e pod. O Limbum está intimamente relacionado com algumas línguas vizinhas como Yamba e outras mais distantes geograficamente como língua bamum, [língua ngemba|Ngemba]] e línguas bamileke. É bastante diferente de algumas outras línguas vizinhas como Bebe e Noni.

## Escrita
O alfabeto latino usaso pelo Libum não apresenta as letras Q, X, Z Usam-se as formas Ɛ, Ŋ, Ʉ

## Gramática
A gramática do Limbum é semelhante ao português em alguns aspectos, incluindo:
- A ordem das palavras é Ssujeito–Verb-Objeto.[8] Por exemplo, considerem-se:
  - Ŋgwa Ta᷅ta a᷅ byɛ᷅' kwaa᷅.[9] (ordem normal das palavras de Limbum)
  - A esposa Tata carregou milho. (tradução em inglês palavra por palavra, mantendo a ordem das palavras do Limbum)
  - A esposa de Tata carregou milho. (tradução com a ordem convencional das palavras em português)
- Os tempos verbais tendem a ser formados com verbos auxiliares como "a᷅" no exemplo acima.
- Perguntas abertas podem ser formadas com determinadores interrogativos; por exemplo. "A nda?" significa "É-quem?" palavra por palavra.[10]

Mas o Limbum difere do português de outras maneiras. Aqui estão alguns:
- Limbum é um língua tonal que o tom falado pode distinguir palavras que de outra forma soam iguais. Por exemplo, o som "baa" falado com tons diferentes pode significar pai, fufu, dois, bolsa, parte no cabelo, ou loucura .
- O sistema de pronomes é bem diferente. Por exemplo, "ye" é uma terceira pessoa de gênero neutro, ocupando o lugar de he e she em inglês. Na segunda pessoa, "wɛ᷅" significa você (singular), "we᷅e" significa você (plural) e não eu, "so᷅" significa você (singular) e eu e " se᷅e" significa (voc ê(singular) e nós) ou (vocês (plural) e eu). Além disso, Limbum tem pronomes compostos, que faltam no inglês.
- Adjetivos tendem a seguir o substantivo que eles modificam, e podem ser repetidos para dar ênfase. Por exemplo. "e ye bi boŋ" significa "ele-ou-ela come [a noz Kola bom" e "e ye bi boŋboŋ" significa "ele-ou- ela vem noz de cola muito bom.[11]
- Frases tipo “não é” são formadas simplesmente acrescentando a palavra a a uma declaração, como em "Ndi a᷅ du a?", Significando "Ndi se foi, é assim?" palavra por palavra - muito menos confuso do que as inversões sujeito-verbo, por exemplo, do inglês.[12] A negação é gramaticalmente semelhante.[13]
- As cinco preposições de Limbum não se alinham muito com as preposições e de outras línguas:
  - ni: marcador de direção, acompanhamento ou instrumento, como "to him" ou "with him" do inglês.
  - mbe: marcador de localização, como "na casa" ou "na cadeira."
  - mba: marcador de uma direção ou local em uma elevação mais baixa, como "para baixo (Vale Tabenken)."
  - ko: marcador de uma direção ou localização em uma elevação mais alta, como "up-to Ndu."
  - nje: marcador de direção, localização ou proveniên

## Vocabulário
| ŋwɛ᷅ - pessoa    | fa - dar             | ŋgʉp - ave     | boŋ - bom          |
| njeŋwɛ᷅ - mulher | vós - comei          | nyaa - carne   | boŋboŋ - muito bom |
| muu - criança   | laa᷅ - dizer          | kwaa᷅ - milho   | bɛbɛp - ruim       |
| ŋkar - amigo    | fa᷅' - trabalho       | nda᷅p - casa    | baa - dois         |
| ma - mãe        | ko᷅ŋ - gostar ou amar | toque - cabana | taar - três        |
| ta - pai        | yɛ - ver             | afyoŋ - avião  | ta - cinco         |
| e - ele ou ela  | saŋ - escrever       | ŋwa᷅' - letra   |                    |

## Amostra de texto
Pai Nosso (Lucas 11:2-4)
2.	E m làa nè wowèe enɛ̂, “Wèe à ka' ce gèe rloo, wèe laa weenɛ̂, ‘Tàr, tɛ lo rlii li ba rrara, tɛ yo kʉʉ yi kɛ'.
3.	Fa wèr byee à mnòŋ wɛɛwɛ.
4.	Fòosi wèr yèr buu bbebep, njobè' wer wèr e ke fòosi ŋwɛ̀ wɛɛwɛ ce e gèe yuu bebep nè wèr. Fa mà'shi tɛ rmòoshì li vʉ nè wèr ka'.’ 
Português
2 - E disse-lhes: Quando orardes, dizei: Pai nosso que estás nos céus, santificado seja o teu nome. Venha o teu reino. Seja feita a tua vontade, como no céu, assim na terra.
3 - Dá-nos dia a dia o pão nosso de cada dia.
4 -E perdoa-nos os nossos pecados; porque também nós perdoamos a todo aquele que nos deve. E não nos deixes cair em tentação; mas livrai-nos do mal. (Fonte:: Bible Gateway